# Pasos (pel·lícula)
Pasos és una pel·lícula espanyola dramàtica de 2005 dirigida per Federico Luppi i protagonitzada per Alberto Jiménez, Ana Fernández, Eva Cobo, Fabián Vena, Ginés García Millán i Susana Hornos.
Aquesta és la primera pel·lícula que va dirigir Luppi, i va ser escrita per Susana Hornos, qui va ser esposa de Luppi. Després de passar per diverses productores, finalment es va rodar al gener i febrer de 2004 i va arribar als cinemes al juny de 2005. Els exteriors es van rodar a Nájera, Logronyo i Fuenmayor.

## Sinopsi
En una ciutat de províncies d'Espanya de finals de febrer de 1981, tres joves matrimonis celebren el fracàs del cop d'estat del 23 de febrer de 1981. A partir d'aquí es pretén mostrar el retrat de tota una generació que va somniar ser feliç, s'ha d'enfrontar a noves situacions que els portaran per camins diferents.

## Repartiment
- Alberto Jiménez... José
- Ana Fernández... Silvia
- Eva Cobo... Beatriz
- Fabián Vena... Javier
- Ginés García Millán... Francisco
- Susana Hornos... Ana
- Jordi Dauder... Pedro
- Pilar Rodríguez... Julia
- Lucía Zorzano... Cristina
- Federico Luppi... Amic de José

## Recepció
Fou estrenada al VIII Festival de Màlaga de 2005, on optava a la Bisnaga d'Or. Les actrius Ana Fernández i Susana Hornos es van alçar amb els premis a Millor Actriu en el Festival Iberoamericà de Villaverde i a Actriu Revelació al Festival de Cinema d'Espanya de Tolosa de Llenguadoc respectivament.